# 蟹江町
蟹江町（日语：／ Kanie chō */?）是位於日本愛知縣西部的行政區劃，轄區屬於濃尾平原，位於日光川下游接近出海口處，境內幾乎都是接近海拔零公尺的平地，東側與名古屋市接鄰。

## 人口
由於距離名古屋市市中心僅約15公里，鐵路名古屋線、關西本線和公路東名阪自動車道、國道1號、西尾張中央道都通過轄內，因此逐漸成為名古屋的通勤城市。
| 蟹江町人口分布圖 |                                               |  |
| 蟹江町與日本全國年齡別人口分布比較圖 （2005年資料） | 蟹江町的年齡、男女別人口分布圖 （2005年資料） |  |
| ■紫色是蟹江町 ■綠色是全国 | ■藍色是男性 ■紅色是女性                       |  |
| 蟹江町人口變化 \| 1970年 \| 24,377人 \| \| \| 1975年 \| 28,771人 \| \| \| 1980年 \| 30,966人 \| \| \| 1985年 \| 32,249人 \| \| \| 1990年 \| 34,428人 \| \| \| 1995年 \| 36,366人 \| \| \| 2000年 \| 36,240人 \| \| \| 2005年 \| 36,750人 \| \| \| 2010年 \| 36,688人 \| \| \| 2015年 \| 37,085人 \| \| \| 2020年 \| 37,338人 \| \| |                                               |  |
| 資料來源：日本總務省統計中心提供之人口普查數據 |                                               |  |
| 1970年 | 24,377人                                      |  |
| 1975年 | 28,771人                                      |  |
| 1980年 | 30,966人                                      |  |
| 1985年 | 32,249人                                      |  |
| 1990年 | 34,428人                                      |  |
| 1995年 | 36,366人                                      |  |
| 2000年 | 36,240人                                      |  |
| 2005年 | 36,750人                                      |  |
| 2010年 | 36,688人                                      |  |
| 2015年 | 37,085人                                      |  |
| 2020年 | 37,338人                                      |  |

## 歷史
過去在令制國時代屬於尾張國海東郡，「蟹江」之名最早出現「水野家文書」中1215年的資料中出現，傳說可能是因為本地當時臨海的區域中有許多螃蟹棲息而得到此名。
15世紀時曾由北條時任在此建立蟹江城，16世紀中一度成為織田信長與今川義元、長島一向一揆對抗的據點；1584年德川家康與豐臣秀吉之間發生小牧、長久手之戰時，雙方陣營也才在此進行蟹江城合戰，不過蟹江城在隔年發生的天正地震中遭到損壞後便被廢棄不再使用。
17世紀江戶時代後成為尾張藩的領地，19世紀末明治維新實施廢藩置縣後隸屬名古屋縣，在1871年的第一次府縣整併後全數被併入名古屋縣，四個月後名古屋縣即被更名為愛知縣。
1889年日本實施町村制，原本的蟹江本町村、蟹江新町村、西福田村三個村落合併設立為蟹江町，當時的蟹江町曾是海部地區中人口第二多的行政區劃；但最初的的蟹江町範圍僅包含現在的蟹江町中部，北部則屬於須成村，西部屬於西之森村，南部屬於新蟹江村，直到1906年最初的蟹江町與這三個村才被整併為現在的蟹江町。而現在蟹江町西部的新千秋地區最初則是屬於千秋村，1906年被整併至永和村，最後在1956年永和村被廢除時才被劃入蟹江町。
2000年代日本政府推動平成大合併時，愛知縣政府最初曾規劃蟹江町與彌富町、十四山村、飛島村整併，但最終只有十四山村與彌富町完成整併，蟹江町仍繼續維持獨立未參與整併。

### 變遷表
| 1889年10月1日 | 1889年 - 1944年           | 1945年 - 1954年           | 1955年 - 1989年           | 1989年 - 現在             | 現在                      |
| ------------- | ------------------------- | ------------------------- | ------------------------- | ------------------------- | ------------------------- |
| 蟹江町        | 1906年7月1日 合併為蟹江町 | 1906年7月1日 合併為蟹江町 | 1906年7月1日 合併為蟹江町 | 1906年7月1日 合併為蟹江町 | 1906年7月1日 合併為蟹江町 |
| 新蟹江村      | 1906年7月1日 合併為蟹江町 | 1906年7月1日 合併為蟹江町 | 1906年7月1日 合併為蟹江町 | 1906年7月1日 合併為蟹江町 | 1906年7月1日 合併為蟹江町 |
| 西之森村      | 1906年7月1日 合併為蟹江町 | 1906年7月1日 合併為蟹江町 | 1906年7月1日 合併為蟹江町 | 1906年7月1日 合併為蟹江町 | 1906年7月1日 合併為蟹江町 |
| 須成村        | 1906年7月1日 合併為蟹江町 | 1906年7月1日 合併為蟹江町 | 1906年7月1日 合併為蟹江町 | 1906年7月1日 合併為蟹江町 | 1906年7月1日 合併為蟹江町 |

## 交通

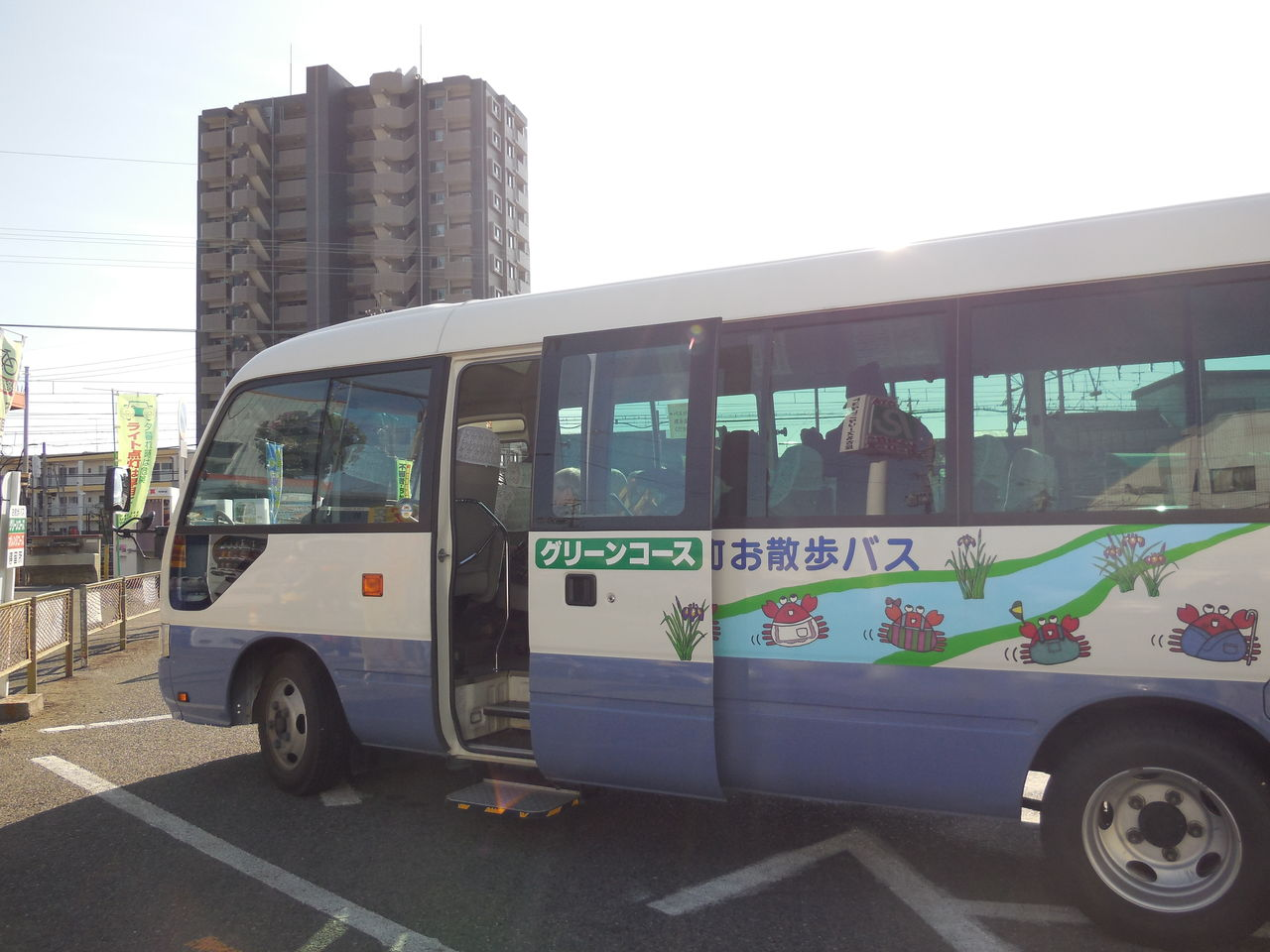
散步巴士

鐵路關西本線和名古屋線分別自轄區的北部和中部通過，並分別設有蟹江車站及近鐵蟹江車站，自這兩個車站都可以在十分鐘內抵達名古屋的名古屋車站和近鐵名古屋車站。
高速公路東名阪自動車道和公路國道1號也是分別自轄區的北側和中部通過．東名阪自動車道在轄內設有蟹江交流道。
町公所在町內有開設社區巴士「散步巴士」，以近鐵蟹江車站為中心，可繞行町內各地區；三重交通的名古屋桑名路線會沿著國道1號通過轄內，因此町內也可以透過此客運路線分別前往名古屋市或是桑名市。

### 鐵路
- 東海旅客鐵道
  - 關西本線：（名古屋市） - 蟹江車站 - （愛西市→）
- 近畿日本鐵道
  - 名古屋線：（名古屋市） - 富吉車站 - 近鐵蟹江車站 - （愛西市→）

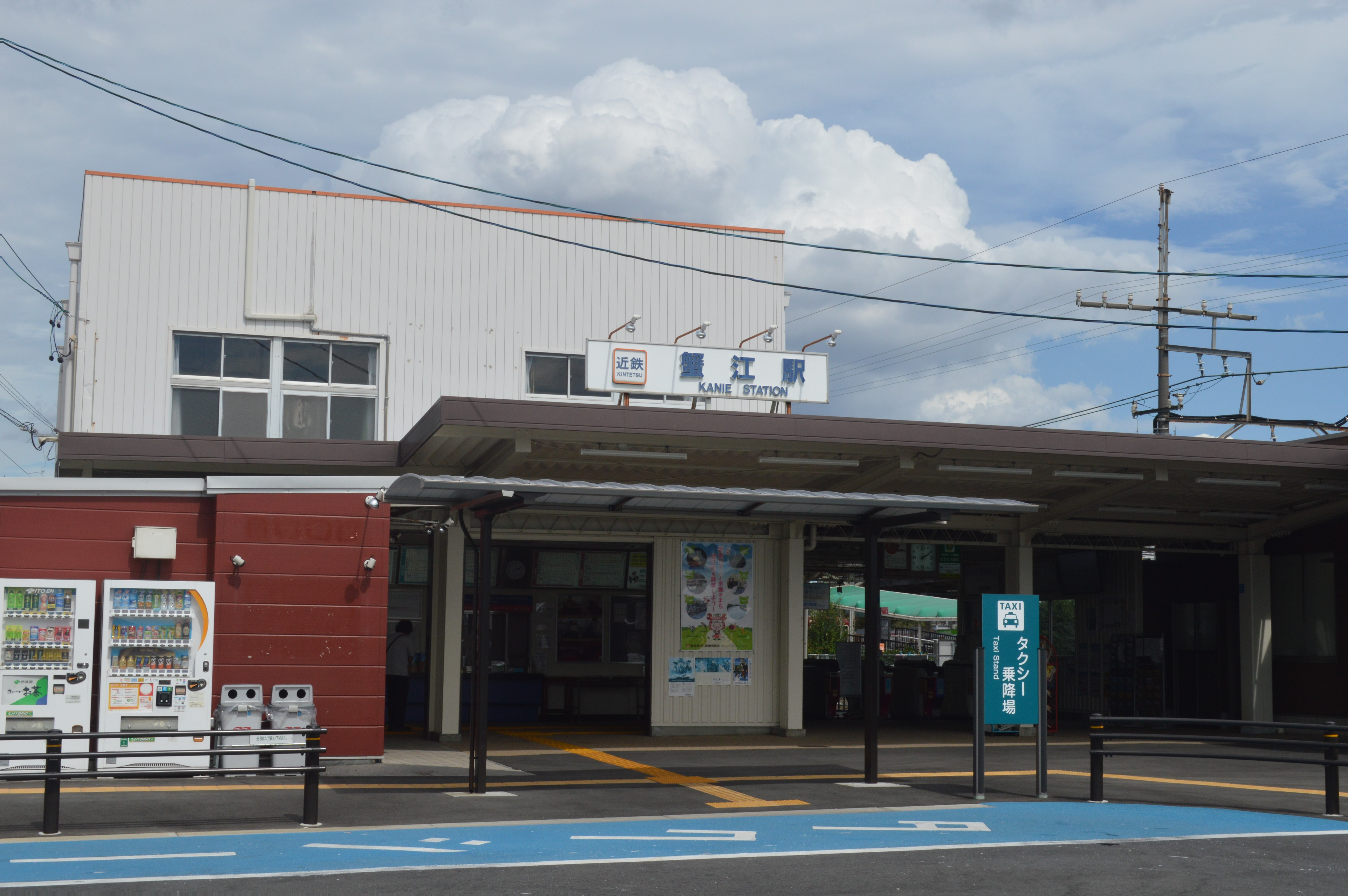
近鐵蟹江車站
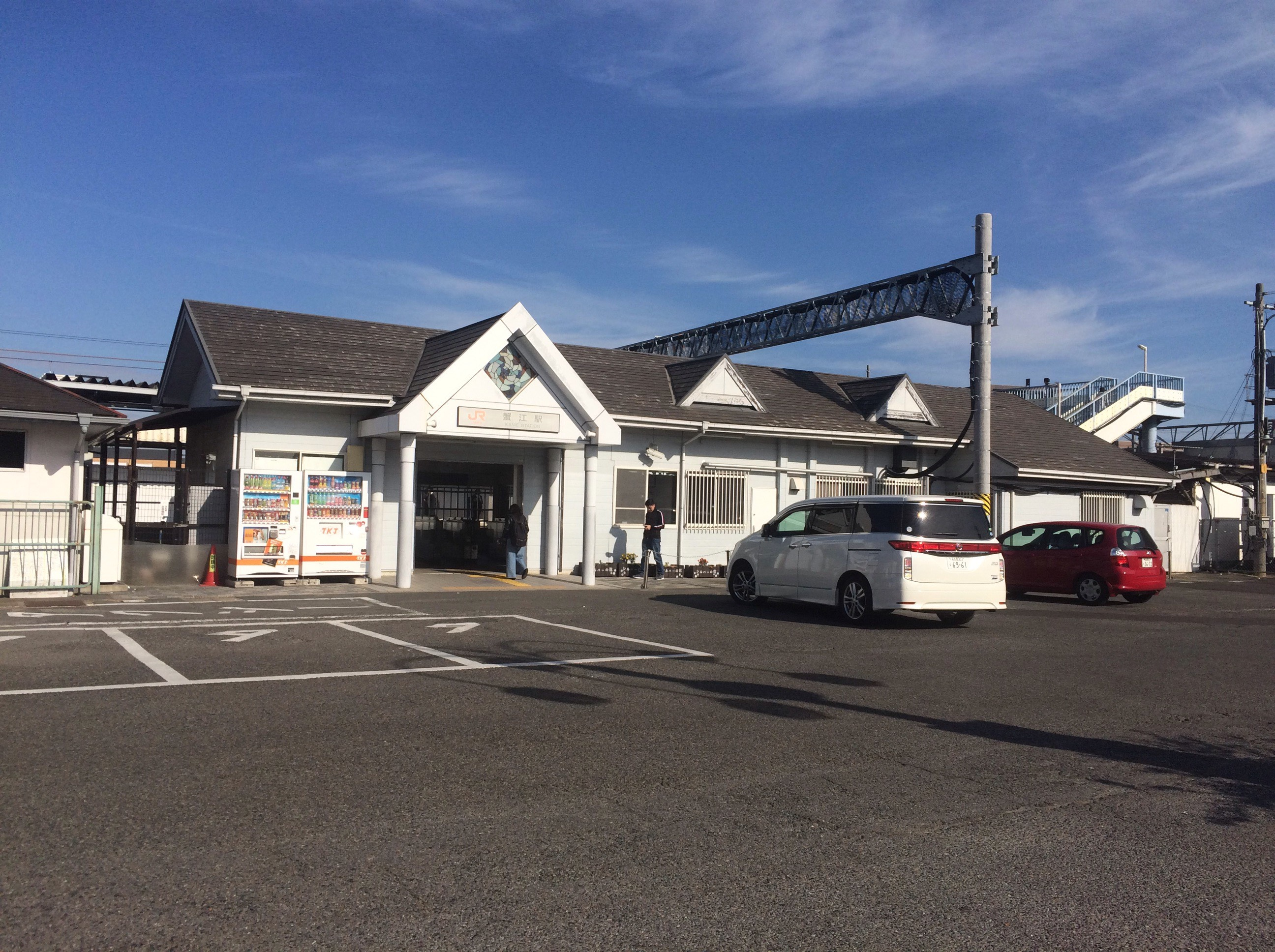
JR蟹江車站
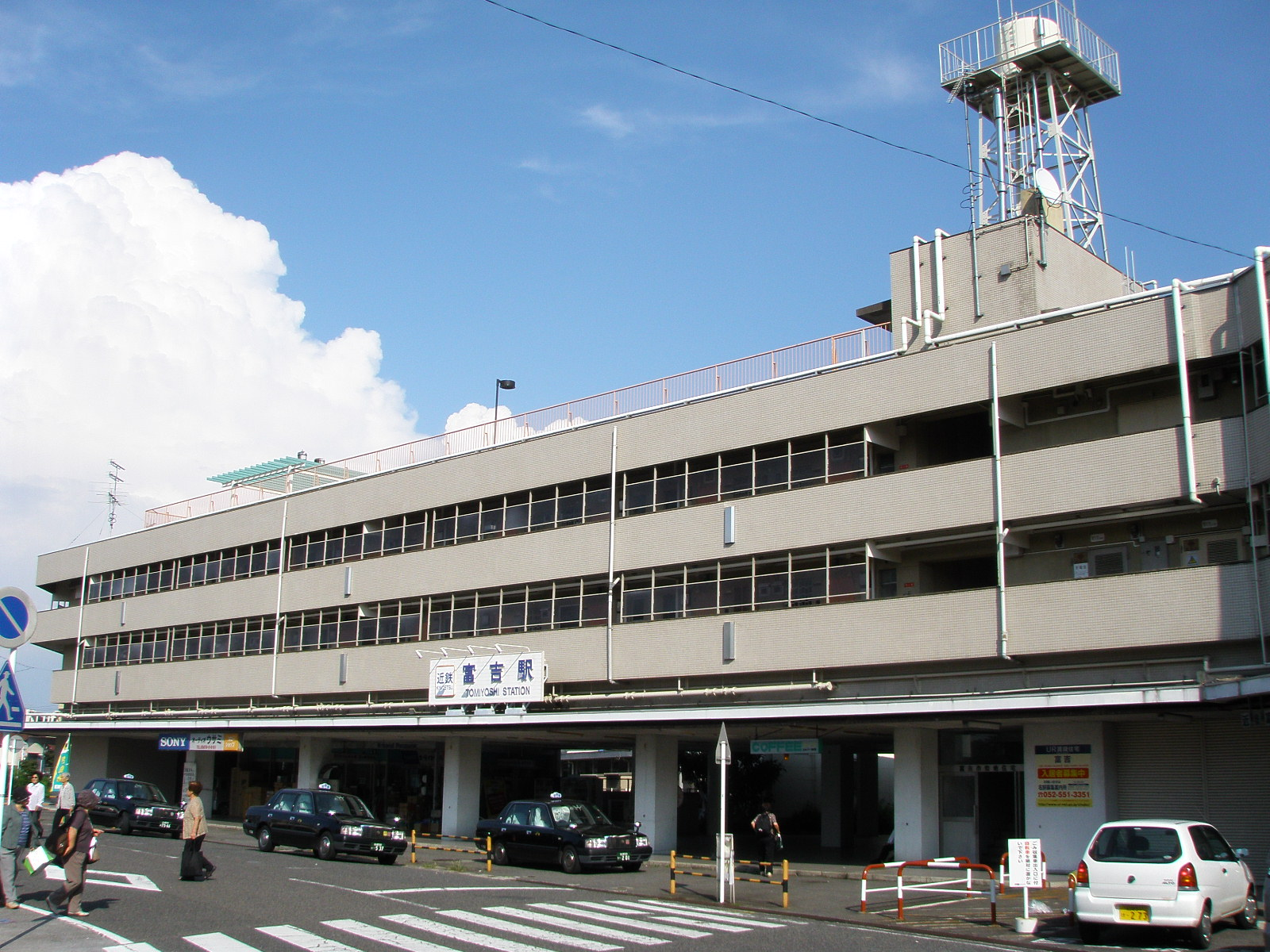
富吉車站

### 公路
高速公路
- 東名阪自動車道：（海部市） - 蟹江交流道 - （愛西市）

## 觀光資源
町內的尾張溫泉是愛知縣內唯一被列入名湯百選的溫泉區，此地也利用溫泉設立了尾張溫泉蟹江醫院。
冨吉建速神社・八劍社為祈求避免瘟疫及豐收會在每年七月至十月前後長達約一百天的期間舉行須成祭，由於長達百日，因此也被稱為「百日祭」；期間在8月的第一個周末會舉行的「前夜祭」和「早祭」，分別會有掛有燈籠的卷藁船和載有人偶的車樂船駛於蟹江川上。

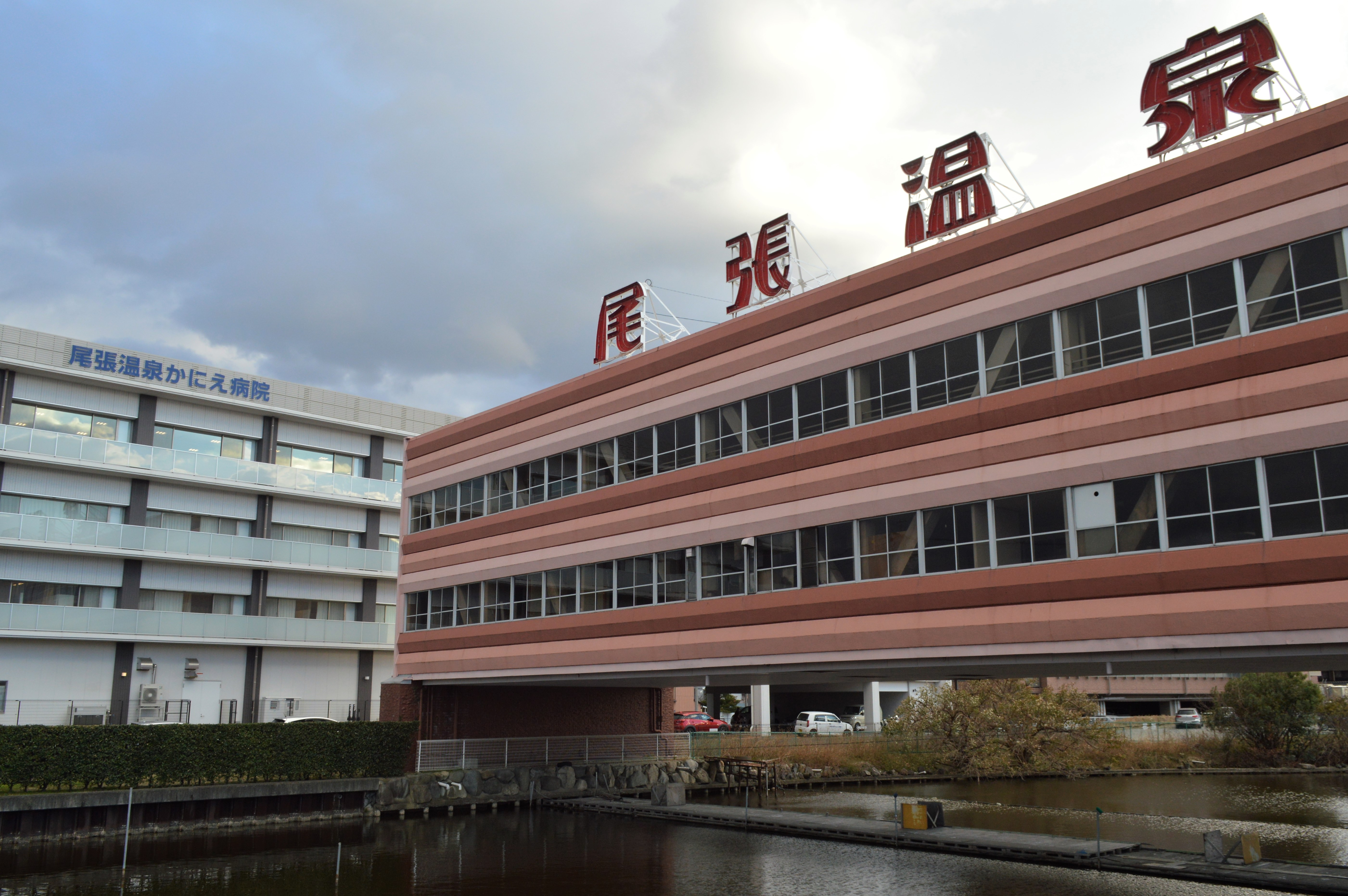
尾張溫泉
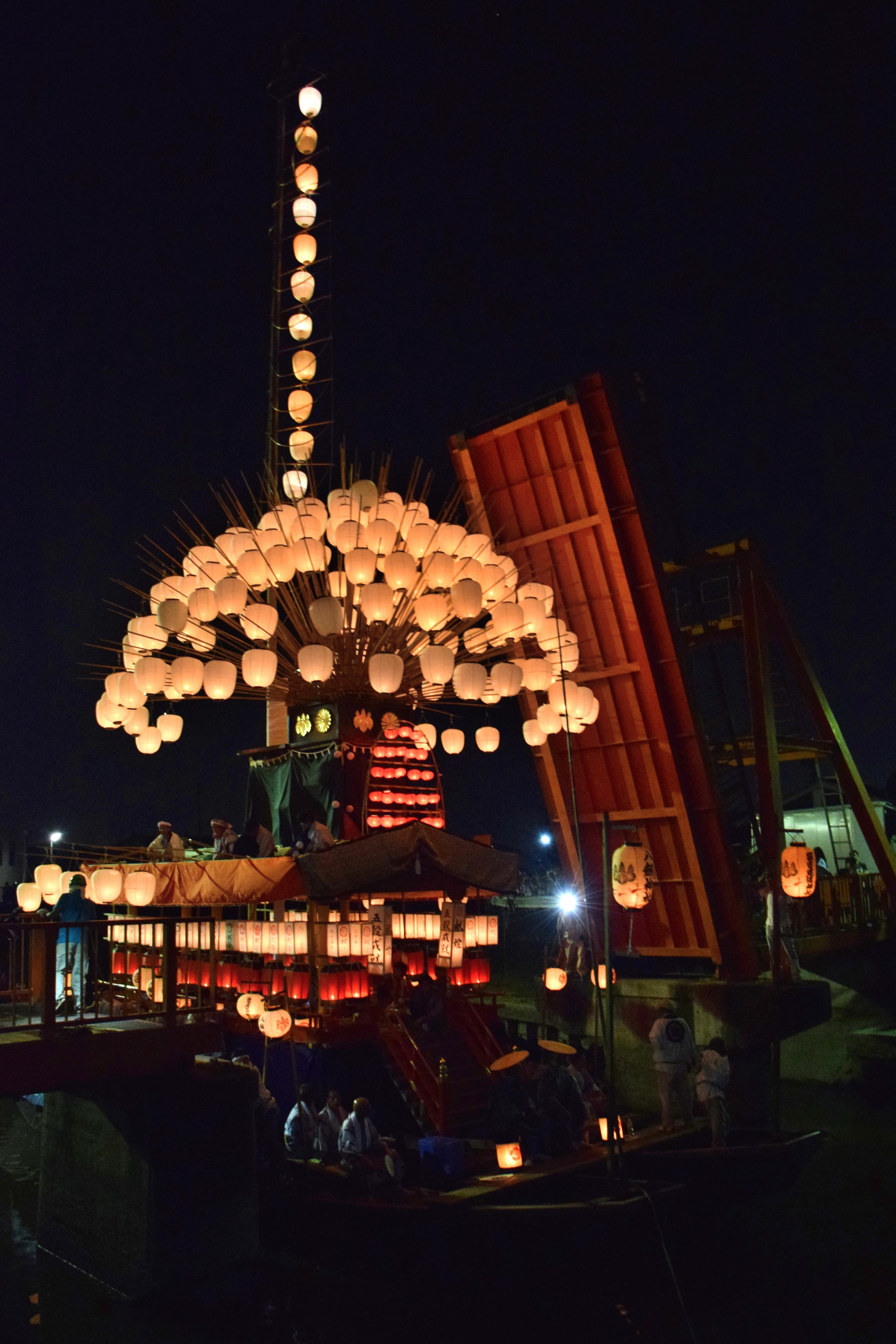
須成祭

## 教育
過去在町內曾有一所公立高中－愛知縣立蟹江高等學校，不過在2005年與位於彌富町的愛知縣立海南高等學校整併為愛知縣立海翔高等學校後，於2007年最後一屆學生畢業後廢除；目前舊校地轉供爱知大学作為名古屋校舍蟹江運動場使用。

## 姊妹、友好城市

### 海外
- 馬里昂（美國伊利諾州威廉森郡）
兩地於2010年締結為姊妹城市。[14]

## 外部連結
- （日語） 蟹江町觀光協會 （页面存档备份，存于）